# Poporama
Poporama var ett radioprogram från Sveriges Radio som i juli 1974 efterträdde Tio i topp och i sin tur ersattes av Trackslistan i september 1984. Programmet skapades av Kaj Kindvall, som också var programledare för de flesta programmen, innan Leif Wivatt tog över under den sista säsongen. Det första Poporama sändes i P3 den 5 juli 1974, och det sista Poporama sändes den 30 augusti 1984.
Lyssnarna hade möjlighet att genom vykort eller brev rösta på fem låtar som de gillade, och de populäraste låtarna utgjorde nästa veckas Heta högen. Heta högen var under större delen av sin existens inte rankad i ordning, och den omfattade som mest 12 låtar och som minst 4 låtar. Från och med den 1 mars 1984 listades Heta högen i rangordning, och då innehöll den sex eller sju låtar. Livslängden för låtar på listan var rätt kort. Det längsta någon låt var med var sju veckor, och det var tre låtar som klarade den bedriften: "Ma Baker" med Boney M., "Airport" med The Motors och "Big in Japan" med Alphaville.
Varje vecka (med ett fåtal undantag) fick den populäraste nya låten på Heta högen utmärkelsen "Veckans Smash Hit".
Det största antalet låtar som någon artist placerade på Heta högen var 16 stycken, vilket Abba och Queen lyckades med. Abba fick dock fler Smash Hits - 12 st
Poporama har haft två signaturmelodier som specialskrevs för programmet. Den första (1974–1980) av Bengt Palmers och den andra (1980–1984) av Michael B. Tretow.

## Veckans Smash Hit på listan
| Datum             | Låtens namn                                        | Artist                                        |
| ----------------- | -------------------------------------------------- | --------------------------------------------- |
| 5 juli 1974       | Ingen Smash hit deklarerades                       |                                               |
| 12 juli 1974      | Ingen Smash hit deklarerades                       |                                               |
| 19 juli 1974      | Ingen Smash hit deklarerades                       |                                               |
| 9 augusti 1974    | The Night Chicago died                             | Paper Lace                                    |
| 16 augusti 1974   | The Six Teens                                      | The Sweet                                     |
| 23 augusti 1974   | Rocket                                             | Mud                                           |
| 30 augusti 1974   | Kissing in the back row of the movies              | The Drifters                                  |
| 6 september 1974  | Beach Baby                                         | First Class                                   |
| 13 september 1974 | Amateur Hour                                       | Sparks                                        |
| 20 september 1974 | Banana Rock                                        | The Wombles                                   |
| 27 september 1974 | Na Na Na                                           | Cozy Powell                                   |
| 4 oktober 1974    | Doctor Rock'n'Roll                                 | Björn Skifs & Blåblus                         |
| 11 oktober 1974   | Kung Fu Fighting                                   | Carl Douglas                                  |
| 18 oktober 1974   | Long Tall Glasses                                  | Leo Sayer                                     |
| 25 oktober 1974   | Knock on Wood                                      | David Bowie                                   |
| 1 november 1974   | Baby Boomerang                                     | Harpo                                         |
| 8 november 1974   | The Black-Eyed Boys                                | Paper Lace                                    |
| 15 november 1974  | Turn it Down                                       | The Sweet                                     |
| 22 november 1974  | Gonna make you a star                              | David Essex                                   |
| 29 november 1974  | So Long                                            | Abba                                          |
| 6 december 1974   | Hot Shot                                           | Barry Blue                                    |
| 13 december 1974  | Killer Queen                                       | Queen                                         |
| 20 december 1974  | Let's get together again                           | Glitter Band                                  |
| 27 december 1974  | You Ain't Seen Nothing Yet                         | Bachman-Turner Overdrive                      |
| 3 januari 1975    | Down Down                                          | Status Quo                                    |
| 10 januari 1975   | The Bump                                           | Kenny                                         |
| 17 januari 1975   | The Wild One                                       | Suzi Quatro                                   |
| 24 januari 1975   | Having a Party                                     | The Osmonds                                   |
| 31 januari 1975   | Ding Dong                                          | George Harrison                               |
| 7 februari 1975   | Rock’n’Roll (I gave you the best years of my life) | Terry Jacks                                   |
| 14 februari 1975  | Sweet Home Alabama                                 | Lynyrd Skynyrd                                |
| 21 februari 1975  | Some kind of Wonderful                             | Grand Funk                                    |
| 28 februari 1975  | January                                            | Pilot                                         |
| 7 mars 1975       | Now I'm Here                                       | Queen                                         |
| 14 mars 1975      | Bang-A-Boomerang                                   | Svenne & Lotta                                |
| 28 mars 1975      | Young Americans                                    | David Bowie                                   |
| 4 april 1975      | Philadelphia Freedom                               | Elton John Band                               |
| 11 april 1975     | Only you can                                       | Fox                                           |
| 18 april 1975     | Dreamer                                            | Supertramp                                    |
| 25 april 1975     | Fox on the Run                                     | The Sweet                                     |
| 2 maj 1975        | I Do, I Do, I Do, I Do, I Do                       | Abba                                          |
| 9 maj 1975        | Life is a Minestrone                               | 10cc                                          |
| 16 maj 1975       | Bye Bye Baby                                       | Bay City Rollers                              |
| 23 maj 1975       | The Tears I cried                                  | Glitter Band                                  |
| 30 maj 1975       | Oh Boy                                             | Mud                                           |
| 6 juni 1975       | Slow Down                                          | Shabby Tiger                                  |
| 13 juni 1975      | Hey You                                            | Bachman-Turner Overdrive                      |
| 20 juni 1975      | Prima Donna                                        | Uriah Heep                                    |
| 27 juni 1975      | I'm Not in Love                                    | 10cc                                          |
| 4 juli 1975       | Roll over lay down                                 | Status Quo                                    |
| 11 juli 1975      | Evie                                               | Stevie Wright                                 |
| 18 juli 1975      | Give a little love                                 | Bay City Rollers                              |
| 25 juli 1975      | Baby I love you, OK                                | Kenny                                         |
| 1 augusti 1975    | Way back in the fifties                            | Carl Wayne                                    |
| 8 augusti 1975    | Back in the night                                  | Dr. Feelgood                                  |
| 15 augusti 1975   | Action                                             | The Sweet                                     |
| 22 augusti 1975   | If you think you know how to love me               | Smokey                                        |
| 30 augusti 1975   | Get in the swing                                   | Sparks                                        |
| 4 september 1975  | It's been so long                                  | George McCrae                                 |
| 2 oktober 1975    | It's in his kiss                                   | Linda Lewis                                   |
| 9 oktober 1975    | Moonlighting                                       | Leo Sayer                                     |
| 16 oktober 1975   | I'm on fire                                        | 5000 Volts                                    |
| 23 oktober 1975   | Rhinestone Cowboy                                  | Glen Campbell                                 |
| 30 oktober 1975   | Island Girl                                        | Elton John                                    |
| 6 november 1975   | Looks, Looks, Looks                                | Sparks                                        |
| 13 november 1975  | Sailing                                            | Rod Stewart                                   |
| 20 november 1975  | Moviestar                                          | Harpo                                         |
| 27 november 1975  | Ride a Wild Horse                                  | Dee Clark                                     |
| 4 december 1975   | Pandora's Box                                      | Procol Harum                                  |
| 11 december 1975  | Love Hurts                                         | Jim Capaldi                                   |
| 18 december 1975  | In for a Penny                                     | Slade                                         |
| 25 december 1975  | Fly, Robin, Fly                                    | Silver Convention                             |
| 1 januari 1976    | Money Honey                                        | Bay City Rollers                              |
| 8 januari 1976    | Little Darling                                     | The Rubettes                                  |
| 15 januari 1976   | Lady Starlight                                     | Andy Scott                                    |
| 22 januari 1976   | Evil Woman                                         | Electric Light Orchestra                      |
| 29 januari 1976   | A Glass of Champagne                               | Sailor                                        |
| 5 februari 1976   | I write the songs                                  | Barry Manilow                                 |
| 12 februari 1976  | Love to love you baby                              | Donna Summer                                  |
| 19 februari 1976  | Let's call it quits                                | Slade                                         |
| 26 februari 1976  | Run, Run, Run                                      | Gang                                          |
| 4 mars 1976       | The lies in your eyes                              | The Sweet                                     |
| 12 mars 1976      | We do it                                           | R. & J. Stone                                 |
| 18 mars 1976      | All by Myself                                      | Eric Carmen                                   |
| 25 mars 1976      | I love to love (But my baby loves to dance)        | Tina Charles                                  |
| 1 april 1976      | December 1963 (Oh what a night)                    | The Four Seasons                              |
| 8 april 1976      | Fernando                                           | Abba                                          |
| 15 april 1976     | Love really hurts without you                      | Billy Ocean                                   |
| 22 april 1976     | Yesterday's Hero                                   | John Paul Young                               |
| 29 april 1976     | Sing Sang Song                                     | Les Humphries Singers                         |
| 6 maj 1976        | Get up and Boogie                                  | Silver Convention                             |
| 13 maj 1976       | Pinball Wizard                                     | Elton John                                    |
| 20 maj 1976       | Baretta’s Theme (Keep your eye on the sparrow)     | Sammy Davis Jr                                |
| 27 maj 1976       | S-s-s-single bed                                   | Fox                                           |
| 3 juni 1976       | Tomorrow                                           | David Cassidy                                 |
| 10 juni 1976      | Silly love songs                                   | Wings                                         |
| 17 juni 1976      | Devil Woman                                        | Cliff Richard                                 |
| 29 juli 1976      | Take the money and run                             | Steve Miller Band                             |
| 5 augusti 1976    | Don't Go Breaking My Heart                         | Elton John & Kiki Dee                         |
| 12 augusti 1976   | Firefly                                            | Björn Skifs                                   |
| 27 augusti 1976   | Dancing Queen                                      | Abba                                          |
| 3 september 1976  | You're My Best Friend                              | Queen                                         |
| 10 september 1976 | Moonlight feels right                              | Starbuck                                      |
| 17 september 1976 | Jeans on                                           | David Dundas                                  |
| 24 september 1976 | Canada                                             | Pilot                                         |
| 1 oktober 1976    | Now is the time                                    | Jimmy James & The Vagabonds                   |
| 8 oktober 1976    | I can't ask for anymore than you                   | Cliff Richard                                 |
| 15 oktober 1976   | Disco Duck (Part 1)                                | Rick Dees & His Cast of Idiots                |
| 22 oktober 1976   | You got the magic                                  | John Fogerty                                  |
| 29 oktober 1976   | Why did it have to be me                           | Abba                                          |
| 5 november 1976   | Saturday Night                                     | Svenne & Lotta                                |
| 12 november 1976  | The Best Disco in town                             | The Ritchie Family                            |
| 19 november 1976  | Horoscope                                          | Harpo                                         |
| 26 november 1976  | You make me feel like dancing                      | Leo Sayer                                     |
| 3 december 1976   | Stop me (If you’ve heard it all before)            | Billy Ocean                                   |
| 10 december 1976  | Couldn't get it right                              | Climax Blues Band                             |
| 17 december 1976  | Livin' Thing                                       | Electric Light Orchestra                      |
| 31 december 1976  | Rock'n Me                                          | Steve Miller Band                             |
| 7 januari 1977    | I only wanna be with you                           | Bay City Rollers                              |
| 14 januari 1977   | Lost in France                                     | Bonnie Tyler                                  |
| 21 januari 1977   | The things we do for love                          | 10cc                                          |
| 28 januari 1977   | More Than a Feeling                                | Boston                                        |
| 4 februari 1977   | Under the moon of love                             | Showaddywaddy                                 |
| 17 februari 1977  | Living next door to Alice                          | Smokie                                        |
| 24 februari 1977  | Rock And Roll Star                                 | Champagne                                     |
| 3 mars 1977       | Don't believe a word                               | Thin Lizzy                                    |
| 10 mars 1977      | Sunny                                              | Boney M.                                      |
| 17 mars 1977      | You've got me runnin'                              | Gene Cotton                                   |
| 24 mars 1977      | Life is Music                                      | The Ritchie Family                            |
| 31 mars 1977      | Fever of Love                                      | The Sweet                                     |
| 7 april 1977      | Sommar'n-65                                        | Landslaget                                    |
| 14 april 1977     | Sound and Vision                                   | David Bowie                                   |
| 21 april 1977     | Red Light                                          | Billy Ocean                                   |
| 28 april 1977     | Hotel California                                   | Eagles                                        |
| 5 maj 1977        | Telegram                                           | Silver Convention                             |
| 12 maj 1977       | Lay back in the arms of someone                    | Smokie                                        |
| 19 maj 1977       | How much love                                      | Leo Sayer                                     |
| 2 juni 1977       | Slow Down                                          | John Miles                                    |
| 9 juni 1977       | Ma Baker                                           | Boney M.                                      |
| 16 juni 1977      | Good Morning Judge                                 | 10cc                                          |
| 23 juni 1977      | Jet Airliner                                       | Steve Miller Band                             |
| 30 juni 1977      | Tokyo Joe                                          | Bryan Ferry                                   |
| 7 juli 1977       | Walk Right In                                      | Dr. Hook                                      |
| 14 juli 1977      | Lovely Lady                                        | Shabby Tiger                                  |
| 21 juli 1977      | Good Old Fashioned Lover Boy                       | Queen                                         |
| 18 augusti 1977   | Barracuda                                          | Heart                                         |
| 25 augusti 1977   | Sheena Is a Punk Rocker                            | The Ramones                                   |
| 1 september 1977  | Telephone Line                                     | Electric Light Orchestra                      |
| 15 september 1977 | I Feel Love                                        | Donna Summer                                  |
| 22 september 1977 | It's your life                                     | Smokie                                        |
| 1 oktober 1977    | Do anything you wanna do                           | The Rods                                      |
| 6 oktober 1977    | Baby what a big surprise                           | Chicago                                       |
| 13 oktober 1977   | Surfin' USA                                        | Leif Garrett                                  |
| 20 oktober 1977   | Oxygene (Part 4)                                   | Jean-Michel Jarre                             |
| 27 oktober 1977   | The Name of the Game                               | Abba                                          |
| 3 november 1977   | Save me                                            | Brian Chapman                                 |
| 10 november 1977  | Sorry, I'm a lady                                  | Baccara                                       |
| 17 november 1977  | Needles and Pins                                   | Smokie                                        |
| 1 december 1977   | Belfast                                            | Boney M.                                      |
| 8 december 1977   | Rockin' All Over the World                         | Status Quo                                    |
| 15 december 1977  | Turn to stone                                      | Electric Light Orchestra                      |
| 5 januari 1978    | Hole in your soul                                  | Abba                                          |
| 12 januari 1978   | Watching the Detectives                            | Elvis Costello                                |
| 19 januari 1978   | Television                                         | Harpo                                         |
| 26 januari 1978   | Do you remember                                    | Long Tall Ernie & The Shakers                 |
| 9 februari 1978   | Quit this town                                     | Eddie & The Hot Rods                          |
| 16 februari 1978  | It's a Heartache                                   | Bonnie Tyler                                  |
| 23 februari 1978  | Do the Rat                                         | Boomtown Rats                                 |
| 2 mars 1978       | For a few Dollars more                             | Smokie                                        |
| 9 mars 1978       | Mr. Blue Sky                                       | Electric Light Orchestra                      |
| 16 mars 1978      | Stayin' Alive                                      | The Bee Gees                                  |
| 23 mars 1978      | Ça plane pour moi                                  | Plastic Bertrand                              |
| 6 april 1978      | Here you come again                                | Dolly Parton                                  |
| 13 april 1978     | Denis                                              | Blondie                                       |
| 22 april 1978     | Love is like Oxygen                                | The Sweet                                     |
| 29 april 1978     | Street Corner Serenade                             | Wet Willie                                    |
| 4 maj 1978        | Rivers of Babylon                                  | Boney M.                                      |
| 11 maj 1978       | Wuthering Heights                                  | Kate Bush                                     |
| 18 maj 1978       | Night Fever                                        | The Bee Gees                                  |
| 25 maj 1978       | If you can't give me love                          | Suzi Quatro                                   |
| 1 juni 1978       | She's so modern                                    | Boomtown Rats                                 |
| 8 juni 1978       | Shadow Dancing                                     | Andy Gibb                                     |
| 15 juni 1978      | Because the Night                                  | Patti Smith Group                             |
| 22 juni 1978      | Automatic Lover                                    | Dee D. Jackson                                |
| 29 juni 1978      | The Boy from New York City                         | The Darts                                     |
| 6 juli 1978       | Oh Carol                                           | Smokie                                        |
| 13 juli 1978      | You're the One That I Want                         | John Travolta & Olivia Newton-John            |
| 20 juli 1978      | If I can't have you                                | Yvonne Elliman                                |
| 27 juli 1978      | Boys will be boys                                  | The Fast                                      |
| 3 augusti 1978    | 5.7.0.5.                                           | City Boy                                      |
| 10 augusti 1978   | Airport                                            | The Motors                                    |
| 17 augusti 1978   | Dancing in the City                                | Marshall, Hain                                |
| 24 augusti 1978   | Bubble Star - Part 1                               | Laurent Voulzy                                |
| 31 augusti 1978   | On the Strip                                       | Paul Nicholas                                 |
| 7 september 1978  | Substitute                                         | Clout                                         |
| 14 september 1978 | Like Clockwork                                     | Boomtown Rats                                 |
| 21 september 1978 | Vittring                                           | Magnus Uggla                                  |
| 28 september 1978 | Dreadlock Holiday                                  | 10cc                                          |
| 5 oktober 1978    | Picture This                                       | Blondie                                       |
| 12 oktober 1978   | Forget about you                                   | The Motors                                    |
| 19 oktober 1978   | An Everlasting Love                                | Andy Gibb                                     |
| 26 oktober 1978   | Summer Nights                                      | John Travolta & Olivia Newton-John            |
| 2 november 1978   | Mexican Girl                                       | Smokie                                        |
| 9 november 1978   | What a night                                       | City Boy                                      |
| 16 november 1978  | I wanna be sedated                                 | The Ramones                                   |
| 7 december 1978   | MacArthur Park                                     | Donna Summer                                  |
| 14 december 1978  | Part-Time love                                     | Elton John                                    |
| 11 januari 1979   | Da Ya Think I'm sexy?                              | Rod Stewart                                   |
| 18 januari 1979   | Baby It's You                                      | The Promises                                  |
| 25 januari 1979   | Y.M.C.A.                                           | Village People                                |
| 1 februari 1979   | Efter plugget                                      | Factory                                       |
| 8 februari 1979   | September                                          | Earth, Wind & Fire                            |
| 15 februari 1979  | No spitting on the bus                             | Steve Gibbons Band                            |
| 22 februari 1979  | Heart of Glass                                     | Blondie                                       |
| 1 mars 1979       | Tragedy                                            | The Bee Gees                                  |
| 9 mars 1979       | Don't stop me now                                  | Queen                                         |
| 16 mars 1979      | Knock on Wood                                      | Amii Stewart                                  |
| 22 mars 1979      | The Runner                                         | The Three Degrees                             |
| 29 mars 1979      | Ain't love a Bitch                                 | Rod Stewart                                   |
| 5 april 1979      | Johnny the Rucker                                  | Magnus Uggla Band                             |
| 12 april 1979     | In the Navy                                        | Village People                                |
| 19 april 1979     | The Logical Song                                   | Supertramp                                    |
| 26 april 1979     | Hooray, Hooray, It's a holi-holiday                | Boney M.                                      |
| 3 maj 1979        | Poängsamling                                       | Factory                                       |
| 10 maj 1979       | Does your mother know                              | Abba                                          |
| 17 maj 1979       | D-D-D-Dancin'                                      | Gerard Kenny                                  |
| 24 maj 1979       | Oliver's Army                                      | Elvis Costello & The Attractions              |
| 31 maj 1979       | Pop Muzik                                          | M                                             |
| 7 juni 1979       | Hot Stuff                                          | Donna Summer                                  |
| 14 juni 1979      | Shine a little love                                | Electric Light Orchestra                      |
| 21 juni 1979      | Seven lonely days                                  | Sheila B. Devotion                            |
| 19 juli 1979      | How could this go wrong                            | Exile                                         |
| 26 juli 1979      | Born to be alive                                   | Patrick Hernandez                             |
| 2 augusti 1979    | Bobby Brown                                        | Frank Zappa                                   |
| 9 augusti 1979    | Danceaway                                          | Roxy Music                                    |
| 30 augusti 1979   | Never gonna fall in love ... (again)               | Tom Robinson & The Voice Squad                |
| 6 september 1979  | I don't like Mondays                               | Boomtown Rats                                 |
| 13 september 1979 | Gotta Go Home                                      | Boney M.                                      |
| 20 september 1979 | We don't talk anymore                              | Cliff Richard                                 |
| 27 september 1979 | Bang Bang                                          | B. A. Robertson                               |
| 4 oktober 1979    | Boy Oh Boy                                         | Racey                                         |
| 11 oktober 1979   | The Day The Earth Caught Fire                      | City Boy                                      |
| 18 oktober 1979   | Don't bring me down                                | Electric Light Orchestra                      |
| 25 oktober 1979   | Dreaming                                           | Blondie                                       |
| 1 november 1979   | Video Killed the Radio Star                        | The Buggles                                   |
| 8 november 1979   | Gimme, Gimme, Gimme (A Man After Midnight)         | Abba                                          |
| 15 november 1979  | Message in a Bottle                                | The Police                                    |
| 22 november 1979  | Joe's Garage                                       | Frank Zappa                                   |
| 29 november 1979  | Lover Boy                                          | Magnum Bonum                                  |
| 6 december 1979   | No more tears (Enough is Enough)                   | Barbra Streisand & Donna Summer               |
| 13 december 1979  | Ten O'Clock Postman                                | Secret Service                                |
| 10 januari 1980   | The Chosen Few                                     | The Dooleys                                   |
| 17 januari 1980   | Another Brick in the Wall (Part II)                | Pink Floyd                                    |
| 24 januari 1980   | London Calling                                     | The Clash                                     |
| 7 februari 1980   | Vårt land, vår mark                                | Intermezzo                                    |
| 21 februari 1980  | Que sera, Mi vida                                  | The Gibson Brothers                           |
| 28 februari 1980  | Mama's Boy                                         | Suzi Quatro                                   |
| 6 mars 1980       | Singing the Blues                                  | Dave Edmunds                                  |
| 13 mars 1980      | An Evening in Paris (Deca-Dancing)                 | Clabbe                                        |
| 27 mars 1980      | Living by numbers                                  | New Musik                                     |
| 3 april 1980      | Ska vi älska, så ska vi älska till Buddy Holly     | Gyllene Tider                                 |
| 10 april 1980     | Just nu!                                           | Tomas Ledin                                   |
| 17 april 1980     | I natt e hela stan vår                             | Noice                                         |
| 1 maj 1980        | Working my way back to you / Forgive me girl       | The Spinners                                  |
| 22 maj 1980       | Call me                                            | Blondie                                       |
| 30 maj 1980       | January February                                   | Barbara Dickson                               |
| 5 juni 1980       | Panik                                              | Magnus Uggla                                  |
| 12 juni 1980      | Funkytown                                          | Lipps, Inc.                                   |
| 19 juni 1980      | One More Reggae for the Road                       | Bill Lovelady                                 |
| 26 juni 1980      | I Don't Wanna Get Drafted                          | Frank Zappa                                   |
| 3 juli 1980       | Gigolo                                             | Magnum Bonum                                  |
| 7 augusti 1980    | This world of water                                | New Musik                                     |
| 14 augusti 1980   | Xanadu                                             | Electric Light Orchestra & Olivia Newton-John |
| 21 augusti 1980   | The Winner Takes It All                            | Abba                                          |
| 25 september 1980 | Jump to the beat                                   | Stacy Lattisaw                                |
| 2 oktober 1980    | Fame                                               | Irene Cara                                    |
| 9 oktober 1980    | Give me the night                                  | George Benson                                 |
| 16 oktober 1980   | Don't stand so close to me                         | The Police                                    |
| 23 oktober 1980   | Woman in Love                                      | Barbra Streisand                              |
| 30 oktober 1980   | Master Blaster (Jammin')                           | Stevie Wonder                                 |
| 6 november 1980   | Du lever bara en gång                              | Noice                                         |
| 13 november 1980  | On and On and On                                   | Abba                                          |
| 20 november 1980  | När vi två blir en                                 | Gyllene Tider                                 |
| 27 november 1980  | (Just like) Starting Over                          | John Lennon                                   |
| 4 december 1980   | Radio Love                                         | Magnum Bonum                                  |
| 8 januari 1981    | Som i en dimma                                     | Motvind                                       |
| 15 januari 1981   | Super Trouper                                      | Abba                                          |
| 22 januari 1981   | Bedårande barn av sin tid                          | Noice                                         |
| 29 januari 1981   | Do you feel my love                                | Eddy Grant                                    |
| 5 februari 1981   | De do do do, De da da da                           | The Police                                    |
| 12 februari 1981  | Looking for Clues                                  | Robert Palmer                                 |
| 19 februari 1981  | Woman                                              | John Lennon                                   |
| 5 mars 1981       | Vi vill ha mer                                     | Magnum Bonum                                  |
| 19 mars 1981      | Yeah Yeah                                          | Mikael Rickfors                               |
| 26 mars 1981      | Det hjärta som brinner                             | Gyllene Tider                                 |
| 9 april 1981      | Vienna                                             | Ultravox                                      |
| 16 april 1981     | Kids in America                                    | Kim Wilde                                     |
| 23 april 1981     | Making your mind up                                | Bucks Fizz                                    |
| 30 april 1981     | Hubba Hubba Zoot-Zoot                              | Caramba                                       |
| 7 maj 1981        | (Kom så ska vi) Leva Livet                         | Gyllene Tider                                 |
| 14 maj 1981       | Allting Okey                                       | Noice                                         |
| 28 maj 1981       | I missed again                                     | Phil Collins                                  |
| 4 juni 1981       | Sommartid 1981                                     | Magnus Uggla                                  |
| 18 juni 1981      | How 'bout us                                       | Champaign                                     |
| 11 september 1981 | Hands up (Give me your heart)                      | Ottawan                                       |
| 17 september 1981 | Fantasi                                            | Freestyle                                     |
| 24 september 1981 | Girls on Film                                      | Duran Duran                                   |
| 1 oktober 1981    | Två av oss                                         | X-Models                                      |
| 8 oktober 1981    | Aitho                                              | Caramba                                       |
| 15 oktober 1981   | Digital Panik                                      | Magnum Bonum                                  |
| 22 oktober 1981   | Like they do in the movies                         | Anna                                          |
| 29 oktober 1981   | Ooa hela natten                                    | Attack                                        |
| 5 november 1981   | Physical                                           | Olivia Newton-John                            |
| 12 november 1981  | Ljudet av ett annat hjärta                         | Gyllene Tider                                 |
| 19 november 1981  | Dead ringer for love                               | Meat Loaf                                     |
| 26 november 1981  | Dolce Vita (Det ljuva livet)                       | Noice                                         |
| 3 december 1981   | Under Pressure                                     | Queen & David Bowie                           |
| 10 december 1981  | Cambodia                                           | Kim Wilde                                     |
| 17 december 1981  | Flash in the night                                 | Secret Service                                |
| 28 januari 1982   | Never again (The Days time erased)                 | Classix Nouveaux                              |
| 4 februari 1982   | Don't You Want Me                                  | Human League                                  |
| 11 februari 1982  | My Own Way                                         | Duran Duran                                   |
| 18 februari 1982  | Centerfold                                         | The J. Geils Band                             |
| 25 februari 1982  | Oh Julie                                           | Shakin' Stevens                               |
| 4 mars 1982       | Ögon av is                                         | Ratata                                        |
| 11 mars 1982      | See You                                            | Depeche Mode                                  |
| 18 mars 1982      | The Unguarded Moment                               | The Church                                    |
| 25 mars 1982      | I'll Find My Way Home                              | Jon & Vangelis                                |
| 1 april 1982      | Ögon som glittrar                                  | Freestyle                                     |
| 8 april 1982      | We got the beat                                    | The Go-Go's                                   |
| 15 april 1982     | Europa brinner                                     | Anders F. Rönnblom & Seskaton                 |
| 22 april 1982     | Tyst Kärlek                                        | Pal Ritz & The Piccolos                       |
| 6 maj 1982        | View From a Bridge                                 | Kim Wilde                                     |
| 13 maj 1982       | Shirley                                            | Shakin' Stevens                               |
| 20 maj 1982       | I love rock'n'roll                                 | Joan Jett & The Blackhearts                   |
| 27 maj 1982       | You're in the army now                             | Bolland & Bolland                             |
| 3 juni 1982       | Promised you a miracle                             | Simple Minds                                  |
| 10 juni 1982      | Weekend                                            | Alvin Stardust                                |
| 16 september 1982 | The Look of Love                                   | ABC                                           |
| 23 september 1982 | Don't go                                           | Yazoo                                         |
| 30 september 1982 | Glittering Prize                                   | Simple Minds                                  |
| 7 oktober 1982    | Heart Attack                                       | Olivia Newton-John                            |
| 14 oktober 1982   | En främlings ögon                                  | Lustans Lakejer                               |
| 21 oktober 1982   | Shock the monkey                                   | Peter Gabriel                                 |
| 28 oktober 1982   | Dancing in Madness                                 | Secret Service                                |
| 4 november 1982   | Africa                                             | Toto                                          |
| 11 november 1982  | Just what I always wanted                          | Mari Wilson                                   |
| 18 november 1982  | Do You Really Want to Hurt Me                      | Culture Club                                  |
| 25 november 1982  | I eat cannibals                                    | Toto Coelo                                    |
| 2 december 1982   | Give it up                                         | Steve Miller Band                             |
| 9 december 1982   | It's Raining Again                                 | Supertramp featuring Roger Hodgson            |
| 16 december 1982  | Best years of our lives                            | Modern Romance                                |
| 13 januari 1983   | Our House                                          | Madness                                       |
| 20 januari 1983   | Mad World                                          | Tears for Fears                               |
| 27 januari 1983   | Living on the ceiling                              | Blancmange                                    |
| 3 februari 1983   | Dracula’s Tango (Sucker for your love)             | Toto Coelo                                    |
| 10 februari 1983  | Young Guns (Go for it)                             | Wham!                                         |
| 24 februari 1983  | Come dancing                                       | The Kinks                                     |
| 3 mars 1983       | You can't hurry love                               | Phil Collins                                  |
| 10 mars 1983      | Too shy                                            | Kajagoogoo                                    |
| 16 mars 1983      | Drop the Pilot                                     | Joan Armatrading                              |
| 31 mars 1983      | Billie Jean                                        | Michael Jackson                               |
| 7 april 1983      | Let's Dance                                        | David Bowie                                   |
| 14 april 1983     | Total Eclipse of the Heart                         | Bonnie Tyler                                  |
| 5 maj 1983        | Sweet Dreams (Are made of This)                    | Eurythmics                                    |
| 12 maj 1983       | Is There Something I Should Know?                  | Duran Duran                                   |
| 19 maj 1983       | Keep Feeling (Fascination)                         | Human League                                  |
| 26 maj 1983       | True                                               | Spandau Ballet                                |
| 2 juni 1983       | Flashdance... What a Feeling                       | Irene Cara                                    |
| 9 juni 1983       | Bad Boys                                           | Wham!                                         |
| 8 september 1983  | Who's that girl                                    | Eurythmics                                    |
| 15 september 1983 | Gold                                               | Spandau Ballet                                |
| 22 september 1983 | The Safety Dance                                   | Men Without Hats                              |
| 29 september 1983 | Karma Chameleon                                    | Culture Club                                  |
| 6 oktober 1983    | Dolce Vita                                         | Ryan Paris                                    |
| 13 oktober 1983   | Never say die (Give a little bit more)             | Cliff Richard                                 |
| 20 oktober 1983   | Modern love                                        | David Bowie                                   |
| 27 oktober 1983   | Hunger                                             | Carola Häggkvist                              |
| 3 november 1983   | Can't shake loose                                  | Agnetha Fältskog                              |
| 10 november 1983  | Come back and stay                                 | Paul Young                                    |
| 17 november 1983  | Codo                                               | DÖF                                           |
| 24 november 1983  | New Song                                           | Howard Jones                                  |
| 1 december 1983   | Why me                                             | Irene Cara                                    |
| 8 december 1983   | (Hey You) The Rock Steady Crew                     | The Rock Steady Crew                          |
| 15 december 1983  | Love of the common people                          | Paul Young                                    |
| 12 januari 1984   | Never Never                                        | The Assembly                                  |
| 19 januari 1984   | State of the Nation                                | Industry                                      |
| 26 januari 1984   | Victims                                            | Culture Club                                  |
| 2 februari 1984   | It's so nice to be rich                            | Agnetha Fältskog                              |
| 9 februari 1984   | What is love                                       | Howard Jones                                  |
| 16 februari 1984  | Radio Ga Ga                                        | Queen                                         |
| 23 februari 1984  | Relax                                              | Frankie Goes To Hollywood                     |
| 1 mars 1984       | Girls Just Want to Have Fun                        | Cyndi Lauper                                  |
| 8 mars 1984       | Breakdance                                         | Irene Cara                                    |
| 15 mars 1984      | 99 Luftballons                                     | Nena                                          |
| 22 mars 1984      | Run Runaway                                        | Slade                                         |
| 29 mars 1984      | Somebody's Watching Me                             | Rockwell                                      |
| 5 april 1984      | Doctor! Doctor!                                    | Thompson Twins                                |
| 12 april 1984     | Thriller                                           | Michael Jackson                               |
| 19 april 1984     | People Are People                                  | Depeche Mode                                  |
| 26 april 1984     | Love Somebody                                      | Rick Springfield                              |
| 3 maj 1984        | ? (Fragezeichen)                                   | Nena                                          |
| 10 maj 1984       | I want to break free                               | Queen                                         |
| 17 maj 1984       | Self Control                                       | Laura Branigan                                |
| 24 maj 1984       | Hello                                              | Lionel Richie                                 |
| 31 maj 1984       | Dancing with Tears in my Eyes                      | Ultravox                                      |
| 7 juni 1984       | Dancing in the Dark                                | Bruce Springsteen                             |
| 14 juni 1984      | Wake Me Up Before You Go-Go                        | Wham!                                         |
| 21 juni 1984      | Stay the Night                                     | Chicago                                       |
| 28 juni 1984      | Jump (for My Love)                                 | The Pointer Sisters                           |
| 5 juli 1984       | Color my Love                                      | Fun Fun                                       |
| 26 juli 1984      | Rough Justice                                      | Bananarama                                    |
| 16 augusti 1984   | Sounds Like a Melody                               | Alphaville                                    |
| 23 augusti 1984   | Send me an angel                                   | Real Life                                     |
| 30 augusti 1984   | Careless Whisper                                   | George Michael                                |

Under det sista halvåret var Heta högen rankad.

## Alla ettor på Heta högen
| Datum           | Låtens namn                              | Artist         |
| --------------- | ---------------------------------------- | -------------- |
| 1 mars 1984     | Girls Just Want to Have Fun              | Cyndi Lauper   |
| 8 mars 1984     | Wishful Thinking                         | China Crisis   |
| 15 mars 1984    | 99 Luftballons                           | Nena           |
| 22 mars 1984    | Run Runaway                              | Slade          |
| 12 april 1984   | Doctor Doctor                            | Thompson Twins |
| 26 april 1984   | People are people                        | Depeche Mode   |
| 3 maj 1984      | Big in Japan                             | Alphaville     |
| 24 maj 1984     | Against All Odds (Take a Look at Me Now) | Phil Collins   |
| 7 juni 1984     | Self Control                             | Laura Branigan |
| 14 juni 1984    | Wake Me Up Before You Go-Go              | Wham!          |
| 21 juni 1984    | Stay the Night                           | Chicago        |
| 26 juli 1984    | Wake Me Up Before You Go-Go              | Wham!          |
| 16 augusti 1984 | Sounds Like a Melody                     | Alphaville     |